# 瑠璃光寺 (大垣市)
瑠璃光寺(るりこうじ)は岐阜県大垣市上石津町上多良にある薬師如来を本尊とする曹洞宗の寺院で、山号は高輪山。関ヶ原の戦いで戦死した島津豊久の菩提寺として知られる。
伝承によれば、弘仁年間に帝（嵯峨天皇ないし淳和天皇）が国家の安寧を願い、その勅命により空海が薬師如来を彫ったところ、薬師如来が顕現して美濃国樫原に祀るべきとの霊告を得たため、そこに伽藍を設けたことが始まりである。慶長年間には正覚山薬師寺と称しており、慶長5年（1600年）の関ケ原の戦いにおいて烏頭坂で戦死した島津豊久を葬りその位牌が置かれるが、その後寺運が傾き無住で一宇を残すのみとなった。天明6年（1786年）今須妙応寺25世の円宗妙覚が隠居所として再建し、現寺号に改めて現在に至る。

## 文化財
- 島津豊久の墓(大垣市指定史跡)